# Loveboat
Loveboat  – dziewiąty album brytyjskiej grupy Erasure wydany w  roku 2000. Vince Clarke oraz Andy Bell są autorami wszystkich utworów

## Utwory
| #   | Tytuł              | Długość |
| --- | ------------------ | ------- |
| 01. | Freedom            | 3:09    |
| 02. | Where In The World | 3:50    |
| 03. | Crying In The Rain | 3:49    |
| 04. | Perchance To Dream | 3:45    |
| 05. | Alien              | 3:43    |
| 06. | Mad As We Are      | 3:50    |
| 07. | Here In My Heart   | 3:43    |
| 08. | Love Is A Rage     | 4:10    |
| 10. | Catch 22           | 3:56    |
| 10. | Moon & The Sky     | 4:22    |
| 11. | Surreal            | 5:13    |